# Kyykkä

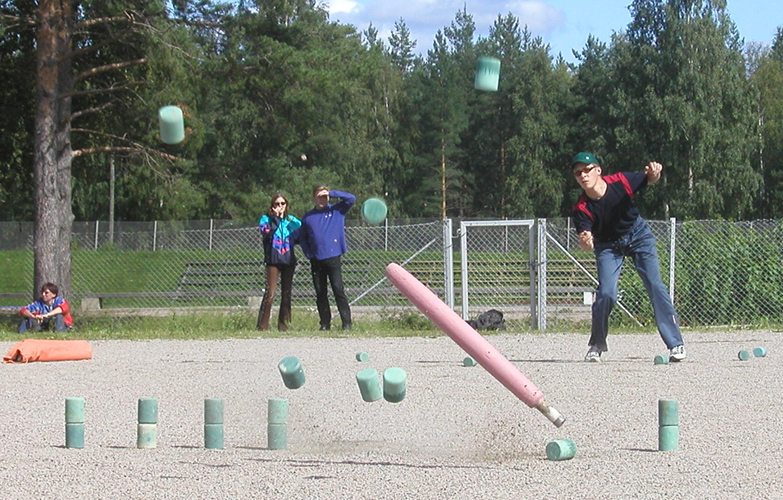
Azione di gioco

Il Kyykkä, conosciuto anche come gioco dei birilli finlandese o anche careliano, è un gioco originario della Carelia che consiste nel lanciare una mazza di legno addosso ad alcuni birilli messi sul campo da gioco con lo scopo di buttarli giù tutti con meno tiri possibili. Può essere giocato da soli, in coppia o a squadre di quattro persone.

## Storia
IK Inha, autore e fotografo finlandese, nel 1894 scrisse nei suoi diari del viaggio in Carelia, dove aveva scoperto un gioco ormai in via d'estinzione e giocato solo in villaggi remoti. In seguito alle Heimosodat le persone migrate in Finlandia continuarono a giocare a questo gioco durante le feste careliane.
Nel 1951 un movimento volto a dare nuova linfa alla Kyykka fu approvato dal presidente Urho Kekkonen; vennero create un set di regole e un sistema di punteggio, tenendo molto d'acconto le originali regole careliane.
Nel 1986 nacque la Karelian Skittles Association che più tardi cambiò il suo nome in Finnish Skittles Association, nel 1993, la quale divenne membro del Finnish Sports Federation SLU (Suomen Liikunta ja Urheilu).
La gara a squadre maschile fu la prima forma di Kyykka competitiva in Finlandia; durante il decennio 1951-1961 i campionati a squadre maschili si tennero a Seurasaari, Helsinki. Dal 1961 si tennero nello stesso periodo delle festività careliane in Finlandia.
La prima medaglia assegnata per questa disciplina risale al 1964 quando venne ufficialmente riconosciuto il campionato. Alla fine degli anni '80 fu introdotta una nuova forma di gioco e nel 2005 fu aggiunta la sfida a coppie maschile.
Per le donne i primi campionati individuali si tennero nel 1973 e a coppie nel 1980.
A oggi si tengono numerosi campionati ed eventi legati a questo sport.

## Regole

### Terminologia
Crone = un birillo vale due punti all'interno del quadrato di gioco o sulla linea di fronte alla piazza di gioco.
Priest = un birillo vale un punto sul back o linea laterale del quadrato di gioco.
Intruder = un birillo vale due punti, che si è spostato nella parte anteriore della piazza di gioco.
Kona = una linea di birilli in prima linea, formata con la costruzione di due birilli alte torri.
La signorina = un tiro che non rimuove birilli dalla piazza di gioco. Il lancio può o completamente mancare tutti i birilli o ne colpisce alcuni ma li sposta all'interno della piazza.
Ci sono anche alcuni termini non ufficiali, come ad esempio:
Pike (pesce) = gergo degli studenti per una rimessa che manca totalmente tutti i birilli.
Torretta = un paio di birilli in una forma di una torre, dove uno skittle è sopra l'altro.

### Regole
Viene giocato su una superficie di ghiaia il più possibile uniforme; il campo di gioco misura 7x22 metri, composto da due quadrati e un'area che li divide. L'area quadrata di gioco misura 5x5 metri e l'area tra le due è di circa 10 metri. Per i bambini i quadrati di gioco sono 3x3 metri e l'area tra i due di 6 metri.
I birilli sono di legno e a forma cilindrica, smussati sugli spigoli, alti 100 mm e con un diametro di 70–75 mm. All'inizio del gioco le coppie di birilli sono posti in prima linea nel quadrato di gioco; se si gioca a squadre sono usate venti paia di birilli posti con un certo intervallo tra di loro e a 10 centimetri dai margini del quadrato. In partite singole i birilli sono 10 paia.

## Record

### Uomini: +30
- Ari Kautto, Janakkala Skittles Club (1991, 1993)
- Alsi Valtonen, Janakkala Skittles Club (1992)
- Esko Rautiainen, Kuopio Skittles Club (2000)
- Jurki Juvonen, Imatra Skittles (2003)
- Marko Peiponen, Nurmes Skittles Club (2009)
- Veli-Pekka Ehoniemi, Helsinki Suojärvi Club (2011)
- Reima Peiponen, Nurmes Skittles Club (2013)

### Donne: +28
Päivi Ruotsalainen, Orivesi Carelia Club (2011)